# 17 Водолея
17 Водолея (лат. 17 Aquarii, HD 203525) — двойная звезда в созвездии Водолея на расстоянии приблизительно 664 световых лет (около 204 парсеков) от Солнца. Видимая звёздная величина звезды — +5,965m. Орбитальный период — около 7290 суток (20 лет).

## Характеристики
Первый компонент — оранжевый гигант спектрального класса K4/5III. Радиус — около 28 солнечных, светимость — около 495,46 солнечных. Эффективная температура — около 3951 К.